# Alectoria vancouverensis
Alectoria vancouverensis är en lavart som först beskrevs av Vilmos Kőfaragó-Gyelnik, och fick sitt nu gällande namn av Vilmos Kőfaragó-Gyelnik ex Brodo & D. Hawksw. Alectoria vancouverensis ingår i släktet Alectoria och familjen Parmeliaceae.   Inga underarter finns listade i Catalogue of Life.